# Tour de Francia 1929
El 23.º Tour de Francia se disputó entre el 30 de junio y el 28 de julio de 1929 con un recorrido de 5286 km divididos en 22 etapas. La carrera fue ganada por el belga Maurice de Waele (Alcyon), con una velocidad media de 28,320 km/h, con casi tres cuartos de hora sobre el segundo clasificado, el italiano Giuseppe Pancera (La Rafale). De Waele ganó la carrera a pesar de estar enfermo durante la competición. La organización del Tour no quedó contento con el resultado, ya que el equipo Alycon era tan potente que había podido proteger a su líder a pesar de su enfermedad y ganar la carrera. En 1930 se suprimirían los equipos comerciales y tan solo quedaron los equipos nacionales y regionales.

## Cambios respecto a la edición anterior
En 1928 numerosas etapas se corrieron en formato de contrarrelojes por equipos, en la que los diferentes equipos tomaban la salida por separado. La organización del Tour inventó esta norma para hacer más competitivas las etapas llanas, pero eso no tuvo el efecto esperado, ya que el público se desorientaba y no sabía en ningún momento quién iba primero. Por eso, en 1929 la mayoría de las etapes se corrieron con el formato normal, excepto las etapas 12, 19 y 20, en las que estaba previsto que se fuera a menos de 30 km/h.
Las tres posiciones de podio fueron ocupadas en 1928 por ciclistas del equipo Alcyon. La organización del Tour quería que la carrera discurriera de manera individual, por la que el 1929 no había oficialmente equipos y los ciclistas estaban divididos en dos categorías: la categoría A (professionales) y los touriste-routiers (semiprofesionales o amateurs).
En 1928 los ciclistas podían recibir ayuda para cambiar un neumático pinchado, pero el 1929 esta norma fue eliminada, y eran ellos mismos los que los tenían que reparar.
Por primera vez, el Tour se emitió por la radio.

## Participantes
155 ciclistas tomaron la salida en esta edición, 53 profesionales y 102 en la categoría touriste-routiers. En total 60 ciclistas terminaron la carrera. Nicolas Frantz, que había ganado las ediciones de 1927 y 1928, era el gran favorito para la victoria final. El otro gran favorito era el vencedor de la edición de 1926, Lucien Buysse.
Como en el año anterior, el español Salvador Cardona fue el único representante de España, dentro de la categoría de profesionales. Cardona pasaría a la historia por el ser el primer español que se adjudicó una etapa en el Tour, la novena con final en Luchon.

## Recorrido
Se mantiene la misma estructura de recorrido que el año anterior, con 22 etapas y seis etapas de más de 300 kilómetros, cuando el año anterior habían sido siete. Se volvió a recorrer todo el perímetro de Francia en el sentido contrario a las agujas del reloj, y como en 1928 se suavizaron las grandes etapas de montaña. En los Pirineos, los ciclistas pasan por el Col d'Aubisque y el Tourmalet, pero no por el Aspin y el Peyresourde. En los Alpes, el Izoard es el gran olvidado pero no el Galibier.
Cannes acogió el Tour por primera vez, lo que permitió dividir en dos etapas el recorrido entre Marsella y Niza. Por el contrario, el recorrido entre Evian y Belfort se hizo en un solo día. Bayona volvió a acoger una etapa, después de que en 1928 hubiera sido Hendaya la ciudad elegida.

## Desarrollo de la carrera
En las primeras etapas, los ciclistas se mantuvieron unidos. Aimé Dossche ganó la primera etapa y lideró la carrera durante las dos siguientes etapas. En la cuarta etapa, Maurice de Waele y Louis Delannoy se escaparon del pelotón. Delannoy ganó la etapa, y De Waele se hizo con el liderato de la carrera.
En la séptima etapa, De Waele tuvo dos pinchazos y no pudo mantenerse en el grupo de cabeza. Tres ciclistas que iban en el primer grupo pasaron a compartir el liderato. Al no haber ninguna regla que contemplara una situación similar, a los tres ciclistas se les dio un jersey amarillo en la siguiente etapa. En la octava etapa, esta situación se resolvió, ya que Gaston Rebry tomó el liderato en solitario.
En la novena etapa, la primera de montaña, Lucien Buysse, el ganador del 1926, y ahora presente en el Tour como "touriste-routier", pasó en primera posición el Col d'Aubisque. En el descenso, De Waele y Victor Fontan le superaron; pero De Waele sufrió un pinchazo que le hizo perder ocho minutos. Por su parte, Fontan era alcanzado por el valenciano Salvador Cardona, que ganó la etapa, la primera de un ciclista español en el Tour. La segunda posición de Fontan le dio el liderato de la carrera.
En la décima etapa, Fontan rompió la horquilla de su bicicleta a tan solo kilómetros después de tomar la salida. Fontan fue casa por casa en busca de una bicicleta de repuesto. Una vez la encontró recorrió 145 kilómetros a través de los Pirineos con la bicicleta rota atada a la espalda, antes de abandonar la carrera entre lágrimas. El abandono de Fontan retornó el liderato a de Waele.
Una hora antes de iniciarse la decimoquinta etapa, con el paso por el Galibier, De Waele se desplomó. El equipo Alcyon pidió comenzar la etapa una hora más tarde, lo que fue concedido. De Waele se arrastró literalmente hasta su bicicleta, y sus compañeros de equipo controlaron la etapa ocupando hombro contra hombro el ancho de la carretera, para impedir los ataques de sus rivales. Al finalizar la etapa de Waele sólo perdió 13 minutos respecto al ganador de la etapa, Julien Vervaecke, manteniendo el liderato de la general. En la decimosexta etapa, De Waele se encontró bastante mejor, y sólo Charles Pélissier recuperó tiempo. 
En las últimas etapas De Waele no tuvo ningún contratiempo, e incluso ganó la 20.ª etapa, con final en Malo-les-Bains, y amplió las diferencias sobre sus inmediatos perseguidores.
Una vez finalizada la carrera, Jef Demuysere recibió 25 minutos de penalización en la clasificación general por un avituallamiento irregular, lo que le hizo perder la segunda posición en detrimento del italiano Giuseppe Pancera. Cardona finalmente acabó en cuarta posición, a tan sólo 36 segundos del tercer clasificado, siendo el primer ciclista español en finalizar entre los diez primeros clasificados en el Tour de Francia.

## Etapas
| Etapa | Fecha       | Recorrido                     | Distancia (km) | Ganador                  | Líder            |
| ----- | ----------- | ----------------------------- | -------------- | ------------------------ | ---------------- |
| 1.ª   | 30 de junio | París - Caen                  | 206            | Aimé Dossche             | Aimé Dossche     |
| 2.ª   | 1 de julio  | Caen - Cherburgo              | 140            | Andrè Leducq             | Aimé Dossche     |
| 3.ª   | 2 de julio  | Cherburgo - Dinan             | 199            | Omer Taverne             | Aimé Dossche     |
| 4.ª   | 3 de julio  | Dinan - Brest                 | 206            | Louis Delannoy           | Maurice De Waele |
| 5.ª   | 4 de julio  | Brest - Vannes                | 208            | Gustave Van Slembrouck   | Maurice De Waele |
| 6.ª   | 5 de julio  | Vannes - Les Sables d'Olonne  | 204            | Paul Le Drogo            | Maurice De Waele |
| 7.ª   | 6 de julio  | Les Sables d'Olonne - Burdeos | 285            | Nicolas Frantz           | Nicolas Frantz   |
| 8.ª   | 7 de julio  | Burdeos - Bayona              | 182            | Julien Moineau           | Gaston Rebry     |
| 9.ª   | 9 de julio  | Bayona - Luchon               | 363            | Salvador Cardona         | Victor Fontan    |
| 10.ª  | 11 de julio | Luchon - Perpiñán             | 323            | Jef Demuysere            | Maurice De Waele |
| 11.ª  | 13 de julio | Perpiñán - Marsella           | 366            | Andrè Leducq             | Maurice De Waele |
| 12.ª  | 15 de julio | Marsella - Cannes             | 191            | Marcel Bidot             | Maurice De Waele |
| 13.ª  | 16 de julio | Cannes - Niza                 | 133            | Benoit Faure             | Maurice De Waele |
| 14.ª  | 18 de julio | Niza - Grenoble               | 333            | Gaston Rebry             | Maurice De Waele |
| 15.ª  | 20 de julio | Grenoble - Évian-les-Bains    | 329            | Julien Vervaecke         | Maurice De Waele |
| 16.ª  | 22 de julio | Évian-les-Bains - Belfort     | 283            | Charles Pèlissier        | Maurice De Waele |
| 17.ª  | 23 de julio | Belfort - Estrasburgo         | 145            | Andrè Leducq             | Maurice De Waele |
| 18.ª  | 24 de julio | Estrasburgo - Metz            | 165            | Andrè Leducq             | Maurice De Waele |
| 19.ª  | 25 de julio | Metz - Charleville            | 159            | Bernard Van Rysselberghe | Maurice De Waele |
| 20.ª  | 26 de julio | Charleville - Malo-les-Bains  | 270            | Maurice De Waele         | Maurice De Waele |
| 21.ª  | 27 de julio | Malo-les-Bains - Dieppe       | 234            | Andrè Leducq             | Maurice De Waele |
| 22.ª  | 28 de julio | Dieppe - París                | 332            | Nicolas Frantz           | Maurice De Waele |

## Clasificación general
Durante el Tour de Francia de 1929 los ciclistas no corren agrupados en equipos comerciales. A pesar de todo, los ciclistas del mismo equipo se ayudaban entre ellos.
| Clasificación general |                  |                 |                   |
| Ciclista              | Ciclista         | Equipo          | Tiempo            |
| --------------------- | ---------------- | --------------- | ----------------- |
| 1.º                   | Maurice De Waele | Alcyon          | 186 h 39 min 15 s |
| 2.º                   | Giuseppe Pancera | La Rafale       | + 44 min 23 s     |
| 3.º                   | Joseph Demuysere | Lucifer         | + 57 min 10 s     |
| 4.º                   | Salvador Cardona | Fontan–Wolber   | + 57 min 46 s     |
| 5.º                   | Nicolas Frantz   | Alcyon          | + 58 min 00 s     |
| 6.º                   | Louis Delannoy   | La Française    | + 1 h 06 min 09 s |
| 7.º                   | Antonin Magne    | Alleluia–Wolber | + 1 h 08 min 00 s |
| 8.º                   | Julien Vervaecke | Alcyon          | + 2 h 01 min 37 s |
| 9.º                   | Pierre Magne     | Alleluia–Wolber | + 2 h 03 min 00 s |
| 10.º                  | Gaston Rebry     | Alcyon          | + 2 h 17 min 49 s |

| Clasificación final (11–60) |                          |                       |                    |
| Ciclista                    | Ciclista                 | Equipo                | Tiempo             |
| --------------------------- | ------------------------ | --------------------- | ------------------ |
| 11.º                        | André Leducq             | Alcyon                | + 2 h 24 min 51 s  |
| 12.º                        | Frans Bonduel            | Dilecta-Wolber        | + 2 h 52 min 35 s  |
| 13.º                        | Désiré Louesse           | Fontan–Wolber         | + 2 h 52 min 57 s  |
| 14.º                        | Bernard van Rysselberghe | Dilecta-Wolber        | + 3 h 06 min 23 s  |
| 15.º                        | Benoit Faure             | Touriste-Routier      | + 3 h 33 min 29 s  |
| 16.º                        | Marcel Bidot             | La Française          | + 3 h 40 min 49 s  |
| 17.º                        | Armand van Bruaene       | De Dion Bouton-Wolber | + 4 h 11 min 54 s  |
| 18.º                        | Charles Govaert          | Elvish-Wolber         | + 4 h 14 min 24 s  |
| 19.º                        | Francis Bouillet         | Lucifer               | + 5 h 07 min 51 s  |
| 20.º                        | Ernest Neuhard           | De Dion Bouton-Wolber | + 5 h 45 min 12 s  |
| 21.º                        | Omer Taverne             | Touriste-Routier      | + 5 h 49 min 39 s  |
| 22.º                        | Léon Chene               | Alleluia–Wolber       | + 6 h 00 min 07 s  |
| 23.º                        | Jules Merviel            | La Rafale             | + 6 h 05 min 02 s  |
| 24.º                        | Mario Pomposi            | Dilecta-Wolber        | + 6 h 14 min 09 s  |
| 25.º                        | Georges Laloup           | Touriste-Routier      | + 6 h 30 min 50 s  |
| 26.º                        | Settimo Innocenti        | La Rafale             | + 6 h 43 min 53 s  |
| 27.º                        | Julien Perrain           | Elvish-Wolber         | + 8 h 31 min 45 s  |
| 28.º                        | Charles Pélissier        | J.B. Louvet-Wolber    | + 8 h 54 min 03 s  |
| 29.º                        | Georges Berton           | Touriste-Routier      | + 8 h 55 min 50 s  |
| 30.º                        | Roger Gregoire           | Lucifer               | + 9 h 50 min 15 s  |
| 31.º                        | Hector Denis             | Touriste-Routier      | + 10 h 26 min 25 s |
| 32.º                        | Charles Martinet         | Touriste-Routier      | + 10 h 33 min 00 s |
| 33.º                        | Auguste Encrine          | Touriste-Routier      | + 11 h 32 min 17 s |
| 34.º                        | Albert Jordens           | Touriste-Routier      | + 11 h 35 min 10 s |
| 35.º                        | Adrien Plautin           | Touriste-Routier      | + 11 h 36 min 51 s |
| 36.º                        | Jean Preuss              | Touriste-Routier      | + 12 h 13 min 56 s |
| 37.º                        | Guerrino Canova          | Touriste-Routier      | + 12 h 22 min 38 s |
| 38.º                        | François Moreels         | Touriste-Routier      | + 12 h 38 min 15 s |
| 39.º                        | Henri Touzard            | Touriste-Routier      | + 12 h 41 min 44 s |
| 40.º                        | Roger Lebas              | Touriste-Routier      | + 13 h 08 min 33 s |
| 41.º                        | Marcel Mazeyrat          | Touriste-Routier      | + 13 h 27 min 23 s |
| 42.º                        | Leopold Boisselle        | Touriste-Routier      | + 13 h 49 min 49 s |
| 43.º                        | Guy Bariffi              | Touriste-Routier      | + 14 h 07 min 34 s |
| 44.º                        | Paul Delbart             | Touriste-Routier      | + 15 h 06 min 16 s |
| 45.º                        | Henri Thomas             | Touriste-Routier      | + 16 h 27 min 38 s |
| 46.º                        | Robert Recordon          | Touriste-Routier      | +16 h 36 min 50 s  |
| 47.º                        | Eugène Greau             | Touriste-Routier      | + 16 h 49 min 47 s |
| 48.º                        | Edouard Teisseire        | Touriste-Routier      | + 17 h 09 min 50 s |
| 49.º                        | Battista Berardi         | Touriste-Routier      | + 19 h 14 min 16 s |
| 50.º                        | Georges Petit            | Touriste-Routier      | + 19 h 57 min 59 s |
| 51.º                        | Eugen Werner             | Touriste-Routier      | + 21 h 20 min 17 s |
| 52.º                        | Marcel Masson            | Touriste-Routier      | + 21 h 52 min 55 s |
| 53.º                        | Henri Prevost            | Touriste-Routier      | + 22 h 14 min 52 s |
| 54.º                        | Marcel Gendrin           | Touriste-Routier      | + 22 h 24 min 53 s |
| 55.º                        | François Ondet           | Touriste-Routier      | + 22 h 30 min 00 s |
| 56.º                        | Charles Cottalorda       | Touriste-Routier      | + 23 h 06 min 13 s |
| 57.º                        | Emile Faillu             | Touriste-Routier      | + 24 h 50 min 41 s |
| 58.º                        | Paul Denis               | Touriste-Routier      | + 25 h 17 min 57 s |
| 59.º                        | Marcel Ilpide            | Touriste-Routier      | + 26 h 08 min 50 s |
| 60.º                        | André Leger              | Touriste-Routier      | + 31 h 37 min 55 s |